# Chorebus granulosus
Chorebus granulosus är en stekelart som beskrevs av Docavo, Tormos och Fischer 2002. Chorebus granulosus ingår i släktet Chorebus och familjen bracksteklar. Inga underarter finns listade i Catalogue of Life.